# مازرا
مازرا (به ایتالیایی: Masera) یک کومونه در ایتالیا است که در استان وربانو-کوزیو-اوسولا واقع شده‌است.

## خصوصیات
مازرا ۲۰٫۱ کیلومترمربع مساحت و ۱٬۴۸۳ نفر جمعیت دارد.